# Francisco de Gamboa
Francisco de Gamboa, OSA (Orrio, 21 de marzo de 1599-Zaragoza, 22 de mayo de 1674) fue un prelado católico, obispo de Coria (1659-1663) y arzobispo de Zaragoza (1663-1674).

## Biografía
Francisco de Gamboa nació en Orrio, Navarra, hijo del licenciado Martín de Segurota y Juliana de Gamboa. Sus padres lo enviaron a estudiar a Salamanca, donde su vocación le llevó a ingresar en el convento de San Agustín, donde, tras el noviciado, entró en la orden de San Agustín el 9 de abril de 1618.
Continuó sus estudios en la Universidad de Salamanca, donde consiguió el bachiller de Teología el 18 de febrero de 1624, la licenciatura el 26 de mayo de 1636 y la maestría el 8 de septiembre de ese mismo año. En su graduación participó en los gastos el convento de San Felipe el Real de Madrid.
El 15 de enero de 1640 ganó las oposiciones a la cátedra de Escoto, donde permaneció hasta 1643. Posteriormente iría ocupando las cátedras de Durando (1643-1648), de Biblia (1648-1651), de Víspera de Teología (1651-1655) y de Prima de Teología (1655). En 1655 tuvo que abandonar la cátedra al ocupar su cargo de confesor de Juan José de Austria (de 1655 hasta 1659) demasiado tiempo. Es posible que un ataque de gota en 1654 y 1655, tal como describe Juan de Aguilar, también tuviese algo que ver.
En 1641 fue nombrado prior del convento de San Agustín de Salamanca. También ocupó diversos cargos eclesiásticos: definidor provincial (1644-1647), provincial (1647), calificador del Santo Oficio, predicador real y miembro de la Junta de la Inmaculada Concepción.
El 5 de julio de 1659 fue propuesto por Felipe VI y confirmado por el papa Alejandro VII el 10 de noviembre de 1659 como Obispo de Coria. En 1660 fue consagrado obispo por Diego Arce Reinoso, obispo emérito de Plasencia.
El 2 de julio de 1663, durante el papado de Alejandro VII, fue nombrado arzobispo de Zaragoza. Durante su mandato fue el principal consagrador de Francisco López de Urraca, obispo de Bosa (1672). Su principal actividad en Zaragoza fue la de buscar una solución al enfrentamiento de los dos cabildos, el de la catedral y el del Pilar. La solución llegó un año después de su muerte, con una bula de Clemente VII, en la que se unificaban ambos cabildos.
Se desempeñó como arzobispo de Zaragoza hasta su muerte el 22 de mayo de 1674.